# Crixus
Crixus, vagy Krixosz ókori gladiátor, a harmadik rabszolgaháború (i. e. 73-tól 71-ig) egyik vezetője, Spartacus feltételezett alvezére, majd amikor elszakadt tőle, rövid ideig egy önállóan operáló rabszolgasereg fővezére volt. A fennmaradt források alapján arra lehet következtetni, hogy gall volt, vagy pedig egyszerűen gall típusú harcmodorban kiképzett gladiátor. A neve kelta nyelvben göndör haj-at jelent, erre vezetik vissza egyesek a származását is.
Crixus több mint hetven másik társával i. e. 73-ban szökött meg Lentulus Batiatus capuai gladiátoriskolájából. A lázadók leverték az ellenük kivonult római helyőrség katonáit, majd más szökött rabszolgákkal letáboroztak a Vezúvon, ami Capua közelében magasodott. Itt fegyvereket és ellátmányt gyűjtöttek, embereket toboroztak más szökött rabszolgákból és szervezték csapatukat. Spartacus lett a lázadók fővezére, Crixus és egy másik gall, Oenomaus az alvezérek. A Vezúvról kiindulva rajtaütéseket hajtottak végre egész Campania vidékén, mígnem megérkezett a rend helyreállítására egy háromezer fős római kontingens Claudius Glabrus irányítása alatt, akit viszont a rabszolgák megverték és a sereg felszerelését is megszerezték.
A felkelők gyors sikereket értek el Dél-Itáliában és huzamosabb időre meg is szállták a területet, így Spartacusnak az év végére már 70 ezer, a következő évre mintegy 120 ezer fős serege lett. Jelentékeny számban alkották a sereget kelta és germán származású rabszolgák, de az itáliai alacsonyrangú szabadok (pásztorok) is csatlakoztak Spartacushoz. Igen hamar nézeteltérés támadt Crixus és Spartacus között, mivel Spartacus a következő évi hadjáratát Észak-Itáliában szándékozott folytatni és nem ismert okok miatt átkelni az Alpokon. Crixus viszont Dél-Itáliában akart maradni, egyes történészek véleménye szerint a gazdag dél-itáliai régiók jelentős zsákmánnyal kecsegtettek. Vannak, akik Crixus céljának Róma elfoglalását tartják, míg Spartacus ki akart jutni Galliába, hogy ott ő és emberei szabadon élhessenek tovább. Mások úgy gondolják, hogy Spartacus adott utasítást Crixusnak, hogy maradjon Itáliában és fedezze őt, mivel Hispániában Nagy Pompeius vezetésével jelentős római haderő állomásozott, amit a szenátus akár vissza is rendelhetett.
Bárhogy történt, de Crixus-szal mintegy 10, 20, de az is lehet, hogy 30 ezer felkelő tartott. Ez a különvált rabszolgasereg nem sokáig volt jelent az itáliai hadszíntéren, mert a Lucius Gellius Publicola vezette konzuli sereg teljesen megsemmisítette a Garganus-hegység mellett. Crixus is elesett a csatában, vagy saját kézzel vetett véget életének. Spartacus kísérlete, hogy átkeljen az Alpokon szintén nem sikerült. Visszatérve Közép-Itáliába kétszer is legyőzte Publicola és egy másik római konzul, Cnaeus Cornelius Lentulus Clodianus seregét is, amelyekből 300 katonát elfogott. Társa elvesztése miatti bosszúból állítólag gladiátorjátékra kényszerítette a katonákat a rabszolgavezér, akik így ölték meg egymást a harcban.

## Egyéb
- Az 1960-ban készült Spartacus című amerikai szuperprodukcióban Crixust John Ireland kanadai színész alakítja, habár a film nem eléggé hiteles a forrásokból ismert Crixus történetét illetően. Crixus végig kitart Spartacus mellett és csak a végső, silarusi csatában esik el, a rómaiak ellen vívott küzdelemben.